# Sehet, welch eine Liebe hat uns der Vater erzeiget, BWV 64
Sehet, welch eine Liebe hat uns der Vater erzeiget, BWV 64 (Mireu quin gran amor ens ha mostrat el Pare), és una cantata religiosa de Johann Sebastian Bach per al tercer dia de Nadal, estrenada a Leipzig, el 27 de desembre de 1723.

## Origen i context
D'autor anònim, el llibret inclou, en el cor inicial, un versicle de la Primera carta de Joan (3,1). Conté tres corals, fet no gaire habitual: en el número 2, l'última estrofa de l'himne Gelobet seist du, Jesu Christ de Luter (1524), en el número 4, la primera estrofa de Was frag ich nach der Welt de Balthasar Kindermann (1664) i la quinta estrofa de Jesu, meine Freude de Johann Franck (1650) en el coral final. El 27 de desembre era, també, el dia de sant Joan Evangelista, fet que aprofita l'autor per començar la cantata amb un vers de la seva primera epístola. Amb poques referències a les lectures del dia, conté unes reflexions sobre l'amor que Déu té als homes, el qual ha de ser correspost amb un desinterès per les coses materials d'aquest món, ja que ells tenen assegurada la vida eterna. Per a aquesta festivitat es conserven, a més, les cantates BWV 91, BWV 133, BWV 151, i la tercera de l'Oratori de Nadal (BWV 248).

## Anàlisi
Obra escrita per a soprano, contralt, baix i cor; cornetto, tres trombons, oboè d'amor, corda i baix continu. Consta de vuit números, tres dels quals són corals.
1. Cor: Sehet, welch eine Liebe hat uns der Vater erzeiget (Mireu quin gran amor ens ha mostrat el Pare)
2. Coral: Das hat er alles uns getan (Amb tot el que fa a favor nostre)
3. Recitatiu (contralt): Geh, Welt! behalte nur das Deine (Ves-te'n món! Queda't amb tot el que és teu)
4. Coral: Was frag ich nach der Welt (Res no em manca d'aquest món)
5. Ària (soprano): Was die Welt (Tot el que cap en el món)
6. Recitatiu (baix): Der Himmel bleibet mir gewiss (Tinc el cel tant a l'abast)
7. Ària (conytralt): Von der Welt verlang ich nichts (No espero, ja, res del món)
8. Coral: Gute Nacht, o Wesen (Bona nit, oh tu criatura)

El cor inicial és un motet fugat en estil antic, la corda i el vent (cornetto i els tres trombons) s'organitzen com si fossin, respectivament, dos cors de quatre veus, doblant la veu de la seva tessitura. Després del coral número 2, apareix un recitatiu de contralt, caracteritzat per deu escales en semicorxeres, sis ascendents i quatre descendents, que dona entrada al segon coral, amb la melodia de O Gott, du frommer Gott. Al número 5 apareix la primera ària, de soprano acompanyada de la corda i el continu, que té un aire de gavota, canta el menyspreu del món que desapareix com la boira, que Bach expressa mitjançant una fluctuació de les semicorxeres dels violins. Del recitatiu de baix, número 6, cal destacar el salt melòdic sobre el mot kümmernis (mal cor) que n'accentua el seu significat. L'ària de contralt amb l'oboè, número 7, amb un fort aire pastoral, canta tranquil·la però decidida el desamor de l'ànima dels béns mundans. Per acabar, el coral final, amb la melodia de Jesu, meine Freude, diu adéu a tot allò que el text ha anat abominant. Té una durada aproximada d'uns vint minuts.

## Discografia seleccionada
- J.S. Bach: Das Kantatenwerk. Sacred Cantatas Vol. 4. Nikolaus Harnoncourt, Tölzer Knabenchor (Gerard Schmidt-Gaden, director del cor), Concentus Musicus Wien, Peter Jelosits (solista del cor), Paul Esswood, Ruud van der Meer. (Teldec), 1994.
- J.S. Bach: The complete live recordings from the Bach Cantata Pilgrimage. CD 55: St Bartholomew’s, Nova York; 27 de desembre de 2000. John Eliot Gardiner, Monteverdi Choir, English Baroque Soloists, Gillian Keuth, Robin Tyson, Peter Harwey. (Soli Deo Gloria), 2013.
- J.S. Bach: Complete Cantatas Vol. 8. Ton Koopman, Amsterdam Baroque Orchestra & Choir, Dorothea Röschmann, Bogna Bartosz, Klaus Mertens. (Challenge Classics), 2005.
- J.S. Bach: Cantatas Vol. 13. Masaaki Suzuki, Bach Collegium Japan, Yukari Nonoshita, Robin Blaze, Peter Kooij. (BIS), 2000.
- J.S. Bach: Church Cantatas Vol. 20. Helmuth Rilling, Gächinger Kantorei, Bach-Collegium Stuttgart, Arleen Augér, Ann Murray, Philippe Huttenlocher. (Hänssler), 1999.
- J.S. Bach: Christmas Cantatas from Leipzig. Philippe Herreweghe, Collegium Vocale Gent, Carolyn Sampson, Ingeborg Danz, Mark Padmore, Sebastian Noack. (Harmonia Mundi) France, 2002.